# Teateråret 1900

## Händelser

### Okänt datum
- Albert Ranft knyter Södra teatern i Stockholm till sitt teaterimperium.

## Årets uppsättningar

### Januari
- 14 januari - Giacomo Puccinis opera "Tosca" uruppförs vid Teatro Constantzi i Rom, Italien [1].

### Februari
- 26 februari - August Strindbergs pjäs Brott och brott uruppförs på Dramaten i Stockholm. [2].

### Mars
- 30 mars - Nanna Wallensteens pjäs Två mödrar har urpremiär på Dramaten i Stockholm [3].

### Maj
- 13 maj - August Strindbergs pjäser Debet och credit [4] och Moderskärlek har båda urpremiär på Residenztheater i Berlin [5].

### Juni
- 4 juni - Emil Norlanders revy Den förgyllda lergöken har premiär på Victoriateatern i Stockholm

### September
- 8 september - August Strindbergs pjäs Det ringer! har urpremiär på Svenska teatern i Stockholm [6].

### November
- 19 november - August Strindbergs Till Damaskus uruppförs på Dramaten med bland andra August Palme och Harriet Bosse [7]. August Palme spelar "Den okände" och Harriet Bosse spelar "Damen" [8].

### Okänt datum
- Vilhelm Krags pjäs Baldevins Bryllup har urpremiär på Nationaltheatret i Kristiania, den kom att filmas i Sverige under namnet Baldevins bröllop 1938
- Gustav Esmanns pjäs Alexander den store uruppförds på Folketeatret i Köpenhamn, den kom som roman 1907 och film 1917

## Födda
- 10 november – Tore Lindwall, svensk skådespelare.

## Avlidna
- 30 november – Oscar Wilde, 46, irländsk-brittisk dramatiker och samhällssatiriker.